# Arnoldo Gabaldón (Candelaria)
Pour les articles homonymes, voir Gabaldon.
Arnoldo Gabaldón est l'une des sept paroisses civiles de la municipalité de Candelaria dans l'État de Trujillo au Venezuela. Sa capitale est Minas.

## Étymologie
La paroisse civile porte le nom du médecin vénézuélien et ministre de la Santé Arnoldo Gabaldón (1909-1990).